# Serenata n. 10 (Mozart)
La Serenata n. 10 in Si bemolle maggiore K 361 (K6 370a), nota anche come Gran Partita, è una composizione di Wolfgang Amadeus Mozart, considerata per l'innovativa scrittura "un vero monumento della musica per strumenti a fiato".

## Storia
Non si sa esattamente quando Mozart scrisse questa Serenata. La datazione certa della scrittura dell'opera riveste una notevole importanza in quanto permetterebbe di sistemare alcuni particolari della biografia dello stesso Mozart nonché potrebbe meglio farci comprendere la sua evoluzione artistica. La data presente sull'autografo, il 1780, non gli è attribuibile. Anche la denominazione di Gran partita, presente nel manoscritto, non sembra sia stata voluta da Mozart. Inizialmente gli studiosi fecero risalire la composizione tra il 1780 e l'inizio del 1781; in quel periodo il musicista era intento alla realizzazione della messa in scena dell'Idomeneo a Monaco. Mozart, dopo la prima del gennaio 1781, rimase ancora un mese oltre al permesso avuto dall'arcivescovo; egli era attirato dalla presenza degli eccellenti strumentisti a fiato che facevano parte dell'orchestra del Principe del Palatinato; probabilmente la Serenata fu scritta sia influenzata da quella compagine orchestrale, sia in segno di amicizia per i musicisti. Più recentemente si è pensato che in quel periodo Mozart potesse aver scritto soltanto quattro movimenti, i rimanenti tre dovrebbero invece risalire all'estate del 1781. Le ultime ricerche pongono infine la datazione nel periodo viennese del compositore fra il 1783 e il 1784, mentre si dedicava anche al Concerto K449; d'altra parte la notizia certa di una prima esecuzione risale proprio al 1784 a Vienna eseguita dalla Harmonie della corte imperiale il 23 marzo. Esiste anche una versione più romantica, ma priva di fondamento, attribuita a Georg Nikolaus von Nissen, secondo marito di Costanze, che vede la serenata quale dono di Mozart alla moglie in occasione del matrimonio.

## Struttura
La Serenata in Si bemolle maggiore è costituita da sette movimenti :
1. Largo. Allegro molto (Si bemolle maggiore)
2. Minuetto (Si bemolle maggiore)
3. Adagio (Mi bemolle maggiore)
4. Minuetto e due trii. Allegretto (Si bemolle maggiore)
5. Romanza. Adagio (Mi bemolle maggiore)
6. Tema con variazioni. Andantino (Si bemolle maggiore)
7. Rondò. Allegro molto (Si bemolle maggiore)

## Analisi
Ci troviamo di fronte ad un'opera preziosa di grande complessità che travalica il genere nella quale essa rientra. Le serenate erano per lo più eseguite all'aperto in momenti in cui il grado di attenzione era limitato e i compositori tendevano quindi a dare spazio a melodie facili, e l'orchestrazione che ne scaturiva ne era la logica conseguenza.
Questa composizione si discosta dal tono galante tipico di molte serenate scritte da Mozart in precedenza; il lavoro prevede ben tredici strumenti (dodici a fiato ed il contrabbasso) ed è la più ampia e complessa delle opere composte dal musicista nell'ambito di questo tipo di composizioni. La presenza del contrabbasso ha lo scopo di rendere piena e corposa la linea del basso e quindi non è corretto riferirsi all'opera come Serenata per tredici strumenti a fiato. La partitura originale non prevedeva infatti la sostituzione del contrabbasso con il controfagotto. Per la prima volta in una partitura di Mozart compare il corno di bassetto, particolare tipo di clarinetto che suona una quinta sotto; verrà utilizzato da Mozart anche ne Il ratto dal serraglio e in seguito nel Concerto K 622 e nel Requiem per il suo timbro più scuro e pastoso rispetto al clarinetto classico.
L'impianto è quello tipico della serenata. Il primo movimento, un Largo, apre con un'ampia introduzione lenta, quasi sinfonica, che verrà utilizzata poche altre volte dal musicista; l'introduzione così lenta in una serenata è cosa piuttosto insolita mentre sarebbe più consueto trovarla in una sinfonia o in un quartetto. L'Allegro molto che segue è costituito da un solo tema che si sviluppa nella capacità di dialogo tra i vari strumenti. In seguito abbiamo due Minuetti con trii che evocano melodie popolari. Tra i due minuetti è racchiuso il celebre Adagio, che rappresenta il punto più alto della composizione e uno dei vertici della musica mozartiana sia per la ricercatezza del suono e la dolcezza della melodia sia per la novità strutturale: una sola coppia di corni sostiene e accompagna ora l'oboe, ora il clarinetto e ora il fagotto. Una Romanza anticipa il Tema con variazioni in cui il compositore aggrega di volta in volta diversi timbri strumentali. Il finale, un Rondò. Allegro molto è un brano di grande colore, quasi una Marcia, dove ben si esprime lo spirito allegro e gioviale del compositore solo trattenuto da un uso contenuto del volume degli strumenti. Il notevole organico e il grado di assimilazione dei vari strumenti permettono però al compositore di farli dialogare, di contrapporli, di fonderli in un modo mai prima raggiunto.